# Galeodea triganceae
Galeodea triganceae is een slakkensoort uit de familie van de Cassidae. De wetenschappelijke naam van de soort is voor het eerst geldig gepubliceerd in 1953 door Dell.